# 喜多川修平
喜多川 修平（きたがわ しゅうへい、1985年10月1日 - ）は、日本の男子バスケットボール選手である。ポジションはG/F。神奈川県出身で越谷アルファーズ所属。
東京海上日動の喜多川亮平は兄。

## 来歴
菅生中学校、桐光学園高校を経て2004年4月、専修大学に入学。
大学卒業後の2008年にアイシンシーホースへ入団。2013-14シーズンからの2シーズンは主将を務めている。
2015年6月、bjリーグの琉球ゴールデンキングスに移籍。bjリーグラストシーズンとなった2015-2016年シーズンでは4度目の優勝に貢献した。
2016年9月、プロバスケットボールリーグB.LEAGUEが開幕。B.LEAGUE 2016-17開幕戦（9月22日・9月23日）では琉球の選手としてコートに立った。Bリーグ時代の琉球の主力として支えるも、シーズン終了後、契約満了に伴い退団した。
2017年7月、Bリーグ初代チャンピオンの栃木ブレックスへ移籍した。
2018年8月4日、練習中に右膝前十字靭帯断裂および右膝外側半月板損傷するアクシデントもあったが、B.LEAGUE 2021-22シーズンには、ワイルドカード上位枠からの2度目のBリーグでの2度目の優勝に貢献した。
2023年6月16日、B.LEAGUE 2022-23シーズン終了後、契約満了に伴い退団し、越谷アルファーズへ移籍した。

## 経歴
- 桐光学園 - 専修大学 - アイシン（2008年 - 2015年） - 琉球（2015年 - 2017年） - 栃木/宇都宮（2017年 - 2023年） - 越谷（2023年 - ）

## 記録
| シーズン         | チーム       | GP | GS | MPG  | FG%  | 3P%  | FT%  | RPG | APG | SPG | BPG | TO  | PPG  |
| ---------------- | ------------ | -- | -- | ---- | ---- | ---- | ---- | --- | --- | --- | --- | --- | ---- |
| JBL 2012-13      | アイシン     | 42 |    | 15.5 | .414 | .364 | .900 | 1.2 | 0.7 | 0.5 | 0.0 | 1.3 | 6.7  |
| NBL 2013-14      | アイシン三河 | 48 |    | 12.8 | .394 | .304 | .806 | 1.1 | 0.4 | 0.4 | 0.0 | 1.6 | 5.6  |
| NBL 2014-15      | アイシン三河 | 48 |    | 20.0 | .433 | .426 | .806 | 1.9 | 0.7 | 0.8 | 0.1 | 1.7 | 8.3  |
| bjリーグ 2015-16 | 琉球         | 52 |    | 24.7 | .439 | .427 | .941 | 2.7 | 0.7 | 1.0 | 0.0 | 0.8 | 13.4 |
| B1 2016-17       | 琉球         |    |    |      |      |      |      |     |     |     |     |     |      |